# Kekal
A Kekal (KEKAL-ként stilizálva) indonéz zenekar, 1995-ben alakult az ország fővárosában, Jakartában.

## Története
Az együttes ugyan hivatalosan csak 1995-ben alakult, a gyökerei azonban 1990/1991 tájára nyúlnak vissza. A zenekarra a Bathory, a Hellhammer, a Celtic Frost és a korai Sodom hatott. A "kekal" szó indonézül a következőt jelenti: "örök". Első két lemezükön melodikus black metalt, gótikus metalt, thrash metalt és heavy metalt játszottak, később az avantgárd/progresszív metal műfajokra tértek át. Az avantgárd metal stílusú lemezeiken több műfaj keveredik, a fúziós jazztől az elektronikus zenén át az ambient műfajáig. Első nagylemezüket 1998-ban adták ki. Azhar Levi 2009-ben elhagyta a zenekart. Ennek hatására több rajongó is azt hitte, hogy a Kekal feloszlik, Jeff azonban kijelentette, hogy nem oszlanak fel, és viszi a név örökségét. Jeff és Leo is elhagyták a Kekalt 2009-ben. A zenekar ennek ellenére a mai napig működik.

## Tagok
- Jeff Arwadi – gitár, ének, programozás, dobgép, sample (1995–2009)
- Azhar Levi Sianturi – basszusgitár, ének (1996–2009)
- Leo Setiawan – gitár (1996–2001, 2005–2009)
- Harry – ének (1995–1998)
- Newin Atmarumeksa – basszusgitár, ének (1995–1996, 2004–2005)
- Yeris – gitár, ének (1995–1996)

## Diszkográfia
- Beyond the Glimpse of Dreams (1998)
- Embrace the Dead (1999)
- The Painful Experience (2001)
- 1000 Thoughts of Violence (2003)
- Acidity (2005)
- The Habit of Fire (2007)
- Audible Minority (2008)
- 8 (2010)
- Autonomy (2012)
- Multilateral (2015)
- Deeper Underground (2018)
- Quantum Resolution (2020)